# タンパク加水分解物
タンパク加水分解物（タンパクかすいぶんかいぶつ）は、コクやうまみをもたらす目的で加工食品に使われているアミノ酸混合物。
化学調味料、酵母エキスとともに旨味を添加する目的で、1970年代後半以降、日本の加工食品において広く使用されている。
食品衛生法では食品添加物に指定されていないが、JAS法で表記が義務づけられている。
製造方法にはつぎのようなものがある。
1. 塩酸分解法　動物・植物由来のタンパク質[3]を塩酸を使って加水分解する。
2. 酵素分解法　タンパク質をプロテアーゼなどの酵素で分解する。
3. 熱水抽出法　タンパク質を熱水で煮る。

塩酸分解法を使った場合、現在発癌性物質と疑われているクロロプロパノール類（3-モノクロロプロパン-1,2-ジオール (3-MCPD)、1,3-ジクロロプロパノール (1,3-DCP) など）が少量生成する場合があることが知られている。そのため、酵素分解法による製造法が徐々に増えているが、コスト等の理由により塩酸分解法がいまでも主流である。なお、アルカリ処理を追加することでこれらクロロプロパノール類を劇的に減らすことができる。